# Howl (album)
Pour les articles homonymes, voir Howl (homonymie).
Albums de Black Rebel Motorcycle Club
Take Them on, on Your Own
(2003) Baby 81
(2007)
Howl est le troisième album du groupe américain de rock alternatif Black Rebel Motorcycle Club, publié le 22 août 2005 au Royaume-Uni, le 23 août 2005 aux États-Unis et le 21 septembre 2005 au Japon par RCA Records.

## Liste des chansons
Toutes les chansons sont écrites et composées par Black Rebel Motorcycle Club.
| No  | Titre                                            | Durée |
| --- | ------------------------------------------------ | ----- |
| 1.  | Shuffle Your Feet                                | 2:53  |
| 2.  | Howl                                             | 4:20  |
| 3.  | Devil's Waitin'                                  | 3:50  |
| 4.  | Ain't No Easy Way                                | 2:36  |
| 5.  | Still Suspicion Holds You Tight                  | 4:24  |
| 6.  | Fault Line                                       | 2:57  |
| 7.  | Promise                                          | 4:46  |
| 8.  | Weight of the World                              | 3:41  |
| 9.  | Restless Sinner                                  | 3:11  |
| 10. | Gospel Song                                      | 4:31  |
| 11. | Complicated Situation                            | 2:37  |
| 12. | Sympathetic Noose                                | 4:17  |
| 13. | The Line (chanson cachée Open Invitation à 5:09) | 8:14  |